# Federico Cobo Sanz
Federico Cobo Sanz (16 de novembre de 1919, Rábano, Valladolid - 22 de setembre de 1936, Madrid) fou un jove aspirant salesià, assassinat durant la persecució religiosa en temps de la Guerra Civil espanyola. Fou beatificat pel papa Benet XVI com a màrtir de la fe el 28 d'octubre de 2007.

## Biografia
Des de jove sentí el desig de consagrar la seva vida a Déu a la Societat Salesiana, mogut pel testimoni del seu germà Esteban Cobo, que ja era sacerdot d'aquesta congregació. Estudià al col·legi de Carabanchel Alto, on s'exercità en llatí. Havia acabat el tercer any de secundària, quan esclatà la Guerra Civil el juliol del 1936. Els dos germans, Federico i Esteban, es refugiaren a la casa d'una de les seves germanes a Madrid. El 22 de setembre els milicians del Bàndol Republicà entraren a la casa i els detingueren per ser religiosos. Els martiritzaren aquell mateix dia a la zona de la Puerta de Hierro de Madrid. Federic tenia setze anys. Els cossos dels germans Cobo foren sepultats al panteó dels salesians al cementiri de Carabanchel Alto.

## Culte
La causa de beatificació de Federico Cobo fou inclosa, juntament amb la del seu germà, en el grup d'Enrique Saiz Aparicio i 62 companys màrtirs. El decret de martiri fou signat pel papa Benet XVI el 26 de juliol del 2006 i el mateix pontífex celebrà a la plaça de Sant Pere de la Ciutat del Vaticà la cerimònia de beatificació el 28 d'octubre del 2007, on es pujà als altars 498 màrtirs de la Guerra Civil espanyola, entre ells Federico.
Després de la beatificació es va procedir a l'exhumació de les restes. Reconegudes, foren traslladades al Santuari de Maria Auxiliadora d'Atocha a Madrid, on es veneren a la capella dedicada als beats màrtirs salesians. La seva festa se celebra el 6 de novembre, tot i que el martirologi romà l'assenyala al dia de la mort, el 22 de setembre.